# MarineTraffic
MarineTraffic 是一家提供海事分析的服务商， 提供船舶实时动态信息以及港口和码头的当前船舶位置。 其数据库包含船舶的建造地点、尺寸、总吨位及IMO编号等详细信息。用户还可以提交船舶照片并供其他用户评分。
MarineTraffic 提供免费基本服务，而卫星追踪等高级功能需付费使用。
该网站每月有六百万独立访客，截至2015年4月，有注册用户60万。

## 工作原理
MarineTraffic 从超过140个国家的18,000多个AIS志愿贡献者处收集数据。 AIS设备提供的独特识别码、位置、航向及航速等数据会传输到主服务器并实时显示在网站上。免费版本使用OpenStreetMap作为底图，付费版本可在航海图上显示船舶位置。

## 历史
MarineTraffic 最初是爱琴大学在希腊埃尔穆波利的一项学术项目。 2007年末，教授迪米特里斯·莱卡斯发布了试用版本。

## 社区
MarineTraffic 依赖其业余无线电爱好者、AIS站点操作员、摄影师和译者社区的支持。
作为对社区的支持，MarineTraffic 最近发布了一款免费的AIS处理工具，采用知识共享许可协议。

## 收购
2023年2月，数据与分析公司Kpler宣布收购MarineTraffic和Fleetmon，收购金额未披露。 该交易于2023年3月完成。